# 叙德伦德
叙德伦德是德国石勒苏益格－荷尔斯泰因州的一个市镇。总面积2.59平方公里，总人口193人，其中男性94人，女性99人（2011年12月31日），人口密度75人/平方公里。